# Miranda Campa
Miranda Campa, nome d'arte di Liliana Campa Capodaglio (Ginevra, 31 gennaio 1914 – Roma, 29 maggio 1989), è stata un'attrice italiana.

## Biografia
Nipote degli attori Pio Campa e Wanda Capodaglio, nasce in Svizzera durante una tournée dei genitori, anch'essi attori.
Negli anni della giovinezza è promettente allieva dell'Accademia nazionale d'arte drammatica diretta da Silvio D'Amico, dove ottiene il diploma nel 1937. Lavora dapprima nella compagnia dell'Accademia stessa, lavora nella Compagnia Borboni-Randone-Carnabuci-Cei nel 1945, per passare negli anni seguenti al Piccolo Teatro di Roma, diretto da Orazio Costa.
Fra gli anni cinquanta e gli anni sessanta lavora con Andreina Pagnani, Aroldo Tieri e Vittorio Gassman, approdando nel 1957 al Teatro Sant'Erasmo.
L'attività svolta da Miranda Campa nel cinema è alquanto marginale: prende parte infatti a circa 40 pellicole, ma sempre in parti da caratterista di secondo o terzo piano, senza giungere mai ad interpretare ruoli da protagonista.
Ha tenuto corsi di dizione e recitazione, dai quali sono usciti artisti quali Renzo Bianconi (ballerino), Olimpia Carlisi (attrice), Laura De Marchi (attrice), Franca Squarciapino (costumista), Maria Grazia Nazzari (attrice) e Bettina Giovannini (attrice).
Ha lavorato fino alla sua morte, avvenuta improvvisamente per arresto cardiaco nel maggio del 1989.

## Prosa teatrale
- Mistero della natività - Passione e resurrezione di nostro Signore - Laudi del XIII e XIV sec. a cura di Silvio d'Amico, regia di Orazio Costa. Teatro Quirino Roma, 26 dicembre 1939.
- Il cacciatore di anitre di Ugo Betti, regia di Orazio Costa, Milano Teatro Manzoni, 24 gennaio 1940.
- Vento notturno di Ugo Betti, regia di Orazio Costa, Milano Teatro Olimpia, 17 ottobre 1945.
- I dialoghi delle Carmelitane di Georges Bernanos, regia di Orazio Costa, San Miniato, Chiesa di San Francesco, Festa del Teatro, 17 settembre 1952.
- Processo a Gesù di Diego Fabbri, regia di Orazio Costa, prima al Piccolo Teatro di Milano il 2 marzo 1955.
- La casa di Bernarda Alba di Federico García Lorca, regia di Giorgio Strehler, prima al Piccolo Teatro di Milano il 21 aprile 1955.

## Filmografia
- Il figlio di d'Artagnan, regia di Riccardo Freda (1950)
- Contro la legge, regia di Flavio Calzavara (1950)
- Sigillo rosso, regia di Flavio Calzavara (1950)
- La grande rinuncia, regia di Aldo Vergano (1951)
- Gli uomini non guardano il cielo, regia di Umberto Scarpelli (1952)
- Il ritorno di don Camillo, regia di Julien Duvivier (1953)
- Ti ho sempre amato!, regia di Mario Costa (1953)
- Donne proibite, regia di Giuseppe Amato (1954)
- Pietà per chi cade, regia di Mario Costa (1954)
- La schiava del peccato, regia di Raffaello Matarazzo (1954)
- Le due orfanelle, regia di Giacomo Gentilomo (1954)
- Il prigioniero del re, regia di Giorgio Venturini (1954)
- Le signorine dello 04, regia di Gianni Franciolini (1955)
- Racconti romani, regia di Gianni Franciolini (1955)
- Prigionieri del male, regia di Mario Costa (1955)
- Peccato di castità, regia di Gianni Franciolini (1956)
- I vampiri, regia di Riccardo Freda (1956)
- Solo Dio mi fermerà, regia di Renato Polselli (1957)
- Il cavaliere del castello maledetto, regia di Mario Costa (1958)
- Nella città l'inferno, regia di Renato Castellani (1959)
- La battaglia di Maratona, regia di Bruno Vailati (1959)
- I tartassati, regia di Steno (1959)
- L'ultimo zar, regia di Pierre Chenal (1960)
- Le signore, regia di Turi Vasile (1960)
- Apocalisse sul fiume giallo, regia di Renzo Merusi (1960)
- La garçonnière, regia di Giuseppe De Santis (1960)
- Le baccanti, regia di Giorgio Ferroni (1961)
- Il conquistatore di Corinto, regia di Mario Costa (1961)
- Barabba, regia di Richard Fleischer (1961)
- L'oro di Roma, regia di Carlo Lizzani (1961)
- Ursus e la ragazza tartara, regia di Remigio Del Grosso (1961)
- Il gladiatore di Roma, regia di Mario Costa (1962)
- Cronaca familiare, regia di Valerio Zurlini (1962)
- Il letto di sabbia, regia di Albino Principe (1964)
- La moglie del prete, regia di Dino Risi (1970)
- In fondo alla piscina, regia di Eugenio Martín (1971)
- L'uomo di Saint-Michael (Doucement les basses), regia di Jacques Deray (1971)
- La sostituzione, regia di Franco Brogi Taviani, film TV (1971)
- Forza "G", regia di Duccio Tessari (1972)
- Una breve vacanza, regia di Vittorio De Sica (1973)
- Chiaro di donna, regia di Costa-Gavras (1979)
- Sogni d'oro, regia di Nanni Moretti (1981)
- Grog, regia di Felice Laudadio (1982)

### Doppiatrici italiane
- Giovanna Scotto in La schiava del peccato, I vampiri
- Dhia Cristiani in I tartassati
- Franca Dominici in Il conquistatore di Corinto
- Lydia Simoneschi in Le baccanti
- Wanda Tettoni in La battaglia di Maratona

## Prosa televisiva Rai
- Fedra di Jean Racine, regia di Corrado Pavolini, trasmessa il 13 novembre 1957.
- Canne al vento di Grazia Deledda, regia di Mario Landi, trasmessa dall'8 al 29 novembre 1958.
- Le due orfanelle, regia di Guglielmo Morandi, trasmessa il 14 dicembre 1959.
- Tutto da rifare, pover'uomo, di Hans Fallada, regia di Eros Macchi, trasmessa il 8 gennaio 1961.
- Il cane dell'ortolano di Lope de Vega y Carpio, regia di Guglielmo Morandi, trasmessa il 23 marzo 1962.
- I dialoghi delle Carmelitane di Georges Bernanos, regia di Orazio Costa, trasmessa il 12 novembre 1962.
- Le acque della luna, regia di Mario Lanfranchi, trasmessa il 5 gennaio 1962.
- ...e Giove ride, regia di Enrico Colosimo, trasmessa il 1º febbraio 1963.
- La signorina Chimera, commedia di Piero Mazzolotti, regia di Carlo Di Stefano, trasmessa 16 agosto 1963
- Addio giovinezza!, regia di Silverio Blasi, trasmessa il 7 maggio 1965.
- Il processo di Santa Teresa del Bambino Gesù, regia di Vittorio Cottafavi, trasmesso sul Nazionale il 24 marzo 1967.
- La donna di quadri, regia di Leonardo Cortese, trasmessa nel 1968.
- Il segreto di Luca, regia di Ottavio Spadaro, trasmessa l'11 maggio 1969.
- Il giudice e il suo boia di Friedrich Dürrenmatt, regia di Daniele D'Anza, trasmessa il 6 ed 8 febbraio 1972.
- Malombra di Antonio Fogazzaro, regia di Raffaele Meloni, trasmessa dal 21 aprile al 12 maggio 1974.
- Anna Karenina di Lev Tolstoj, regia di Sandro Bolchi, trasmessa dal 10 novembre al 15 dicembre 1974.
- Disonora il padre di Enzo Biagi, regia di Sandro Bolchi, trasmesso dal 3 al 17 dicembre 1978.

L'enigma Borden di Gian Pietro Galasso, regia di Gian Pietro Galasso, trasmesso RAI2 dal 06 Giugno 1982 al 13 Giugno 1982.

## Prosa radiofonica Rai
- L'anima buona di Sezuan, di Bertold Brecht, regia di Corrado Pavolini (1957)
- Con quelli di casa ci si arrangia, commedia di Aleksandr Nikolaevič Ostrovskij, regia di Eugenio Salussolia, trasmessa il 5 luglio 1957.
- Il capanno degli attrezzi, di Graham Greene, regia di Alessandro Fersen, trasmessa il 28 aprile 1958